# Editura Academiei Române
Editura Academiei Române este o instituție publică de cultură de interes național aflată în subordinea Academiei Române.

## Activitate
A fost înființată la 28 decembrie 1948, continuând și dezvoltând publicarea de cărți și reviste începută în anul 1868 de înaltul for științific și cultural academic român. În 75 de ani de activitate au fost editate peste 40 000 titluri de cărți și reviste. Dintre acestea numărul cărților e de peste 28 200 titluri, circa 30 500 volume, în toate domeniile științelor umaniste, exacte și ale naturii, precum și dicționare, enciclopedii, discursuri de recepție, conferințe, comunicări ale unor sesiuni, simpozioane sau congrese, peste nouăzeci la sută dintre ele elaborate de institutele de cercetare, filialele, centrele de cercetare și secțiile Academiei Române. În aceeași perioadă au fost editate peste 11 800 numere de reviste științifice. Importante personalități ale științei și literaturii române au condus Editura Academiei Române, printre aceștia foștii directori generali ai acestei edituri: Alexandru Graur (în perioada 1955–1974), Constantin Busuioceanu (1974–1995), Gheorghe Mihăilă (1995–2004) și Dumitru Radu Popescu (2004–2022). De la 1 martie 2023 director general al Editurii Academiei Române este scriitorul și istoricul Valeriu Matei, membru de onoare al Academiei Române, membru corespondent al Academiei de Științe a Moldovei.